# Croix du Sacrifice

Une croix du Sacrifice (« Cross of Sacrifice ») est une croix haute de pierre blanche qui orne la plupart des cimetières militaires du Commonwealth.
Elle est très généralement dressée sur une base octogonale. Sur sa face antérieure est habituellement appliquée une épée de bronze, pointée vers le bas. Sa hauteur, variable en fonction de la taille du cimetière, peut aller de 4,5 mètres à 9 mètres.

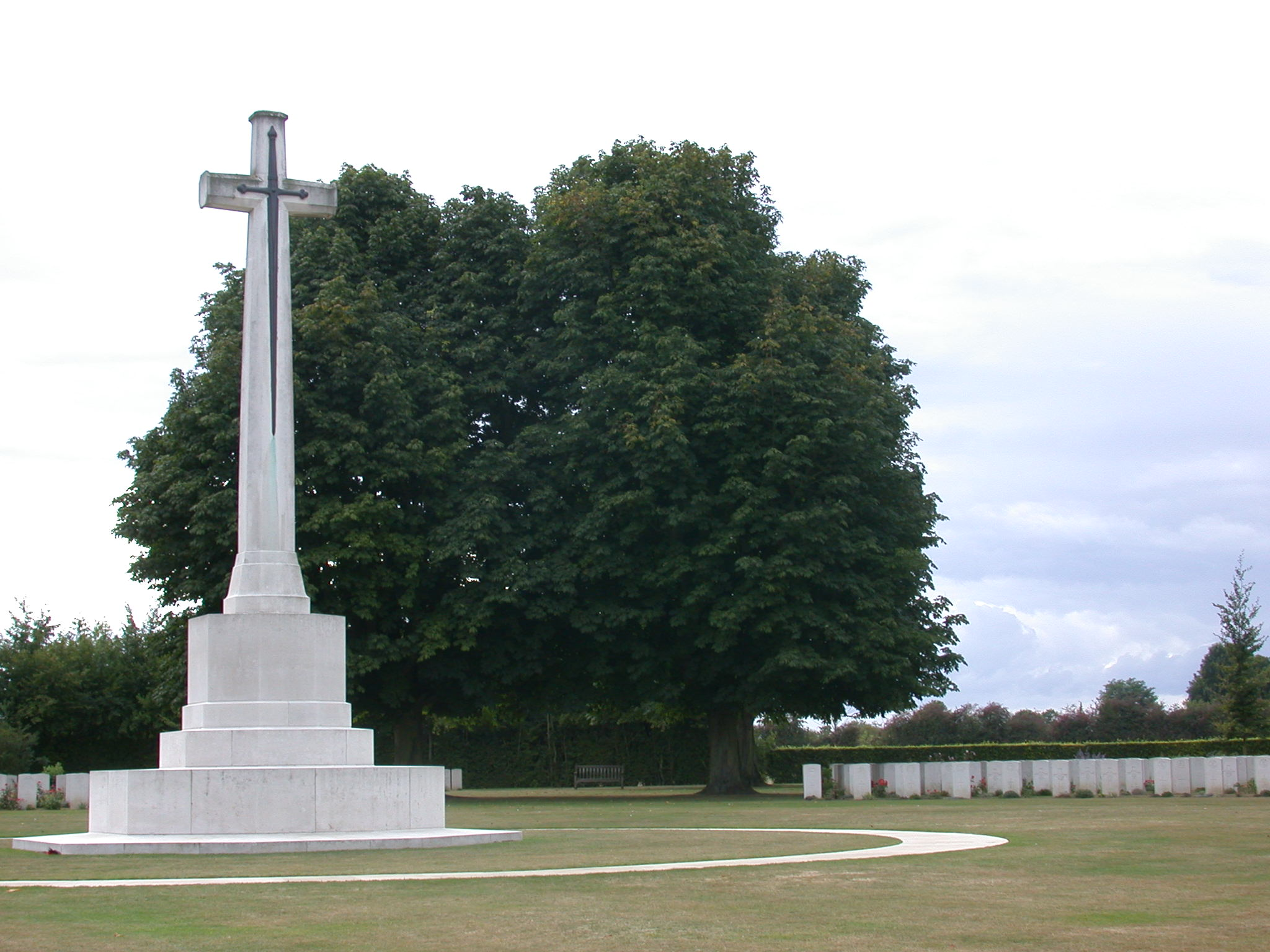
Bretteville-sur-Laize (Calvados)
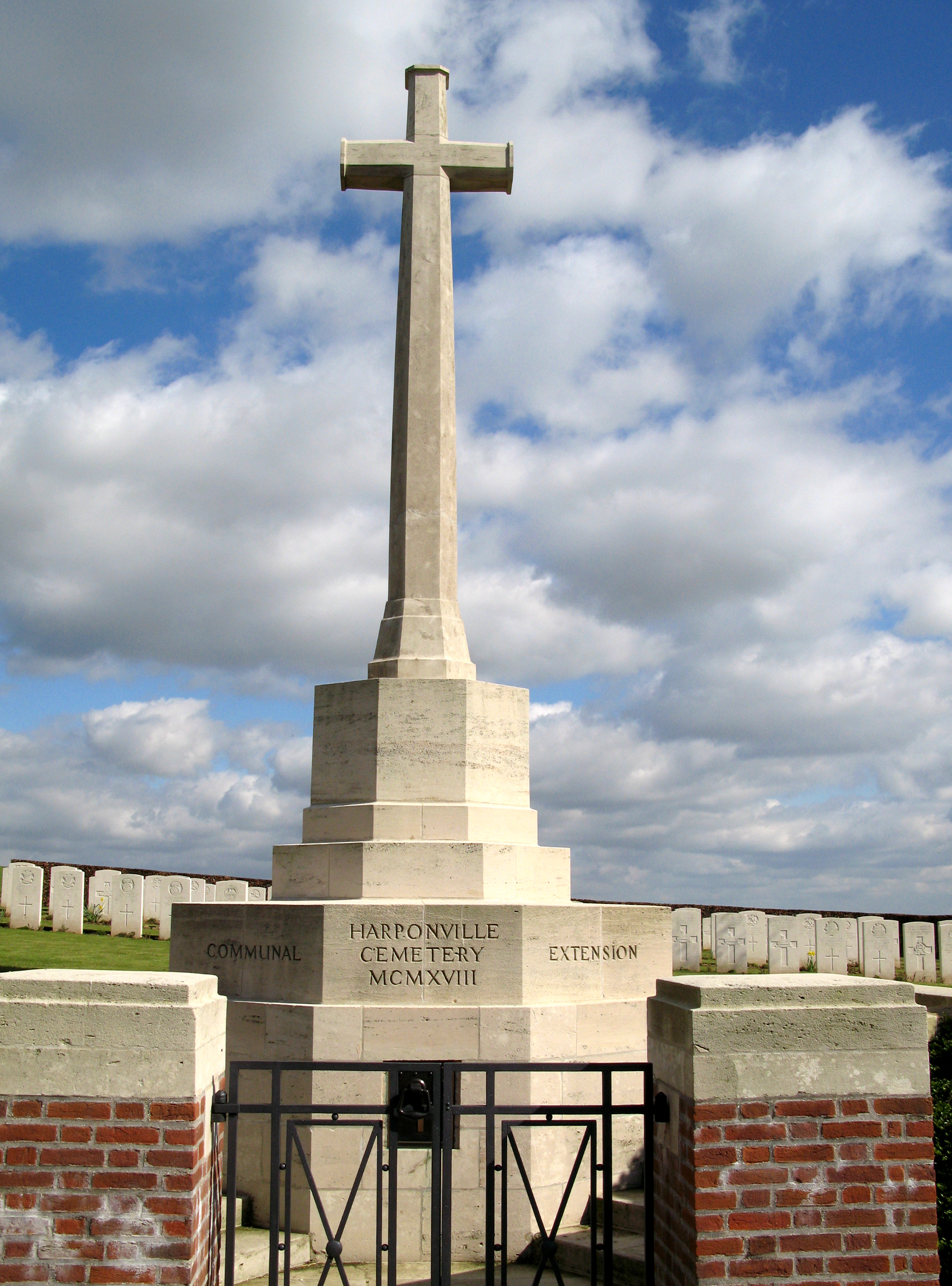
Entrée du cimetière militaire de Harponville (Somme).
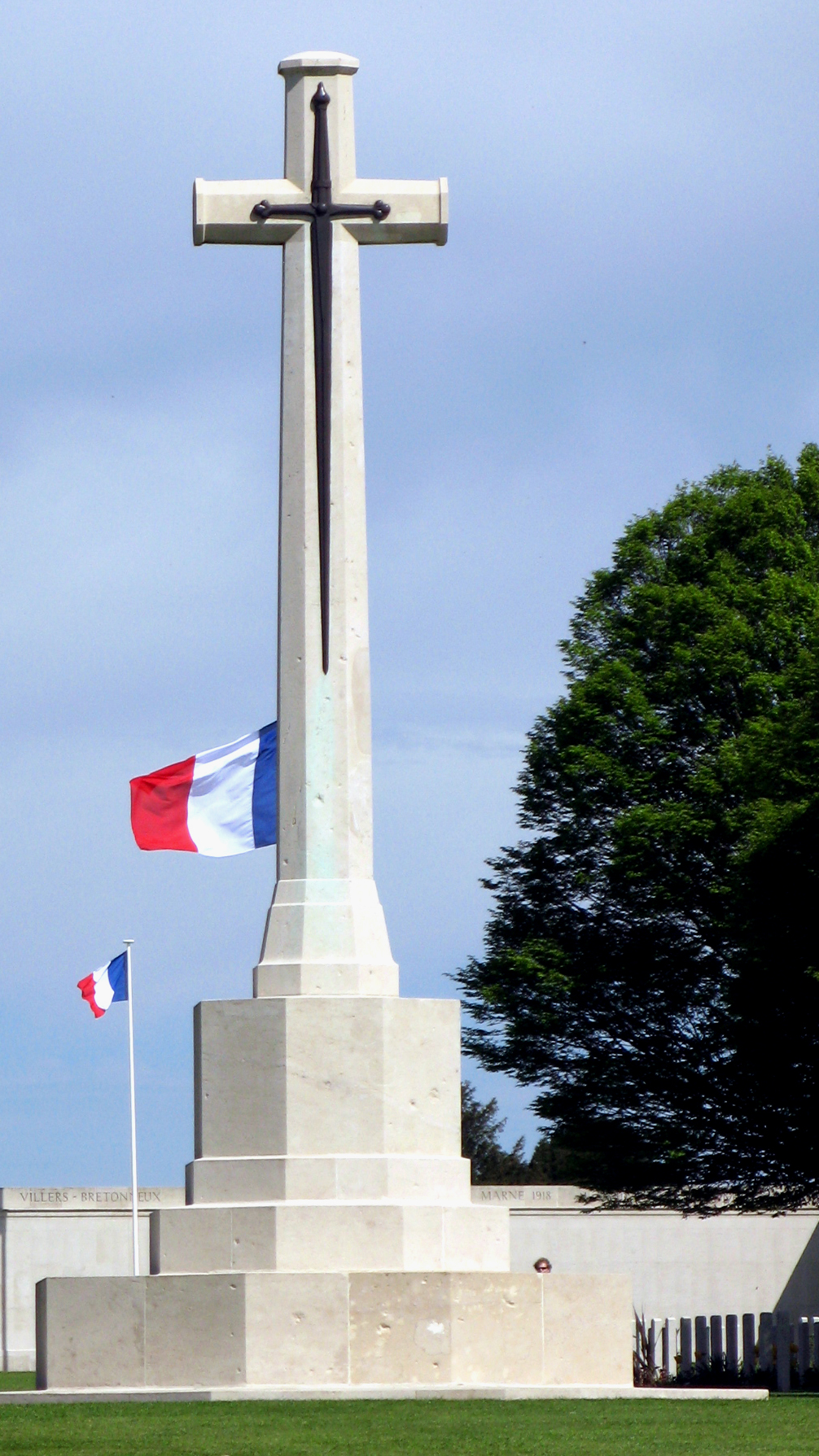
Au mémorial national australien de Villers-Bretonneux (Somme).
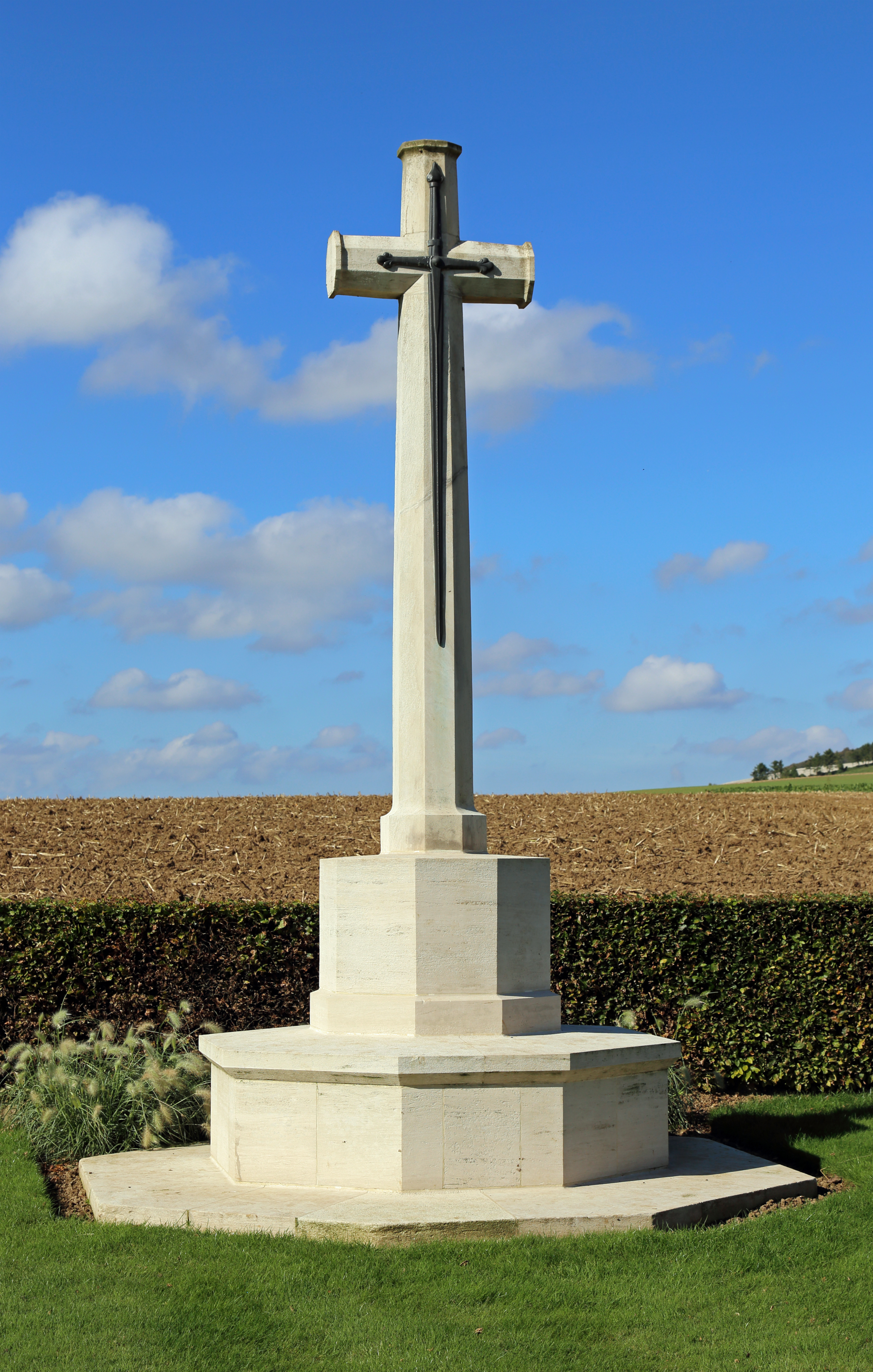
Grandcourt (Seine-Maritime)
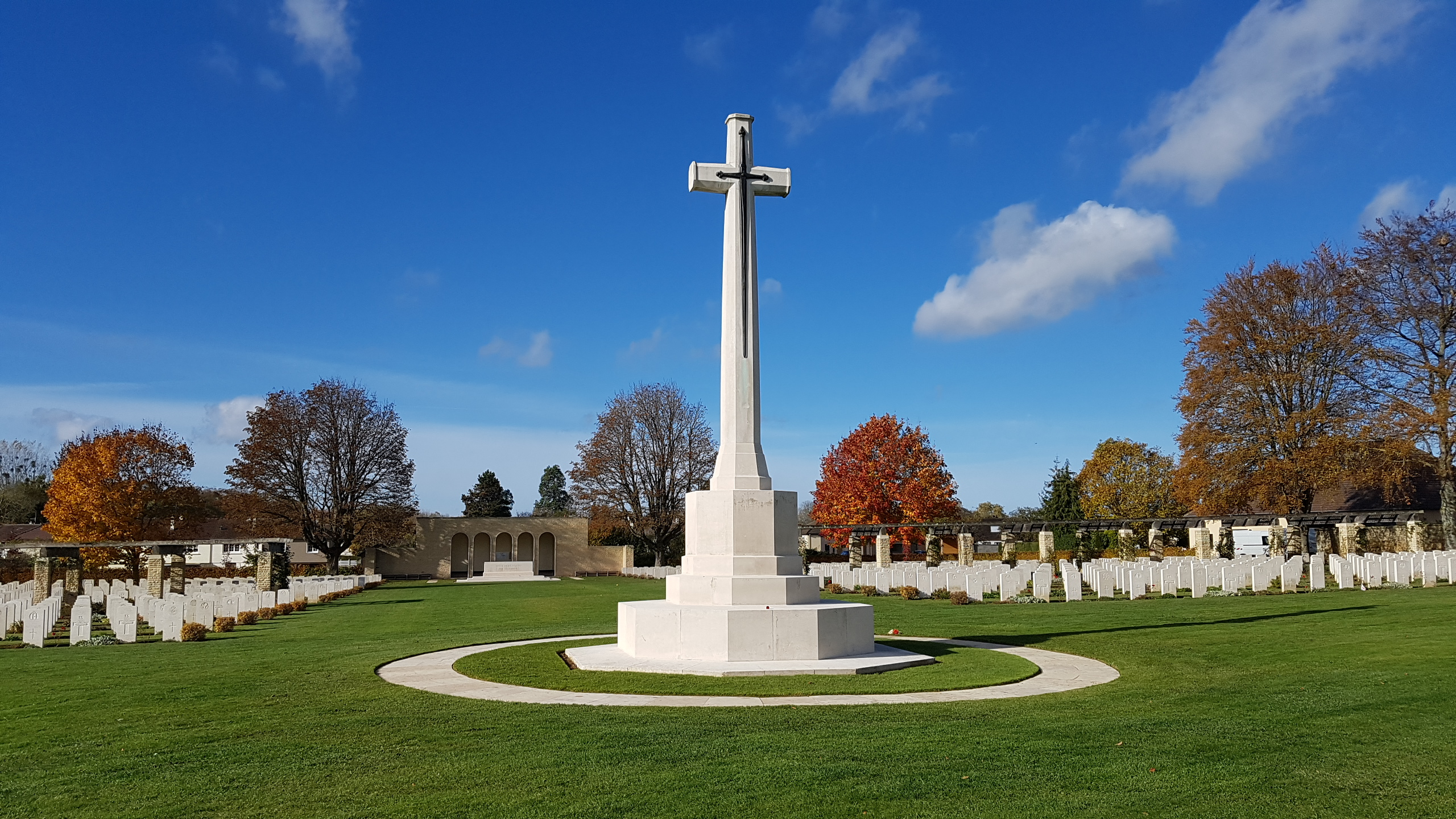
Ranville (Calvados)
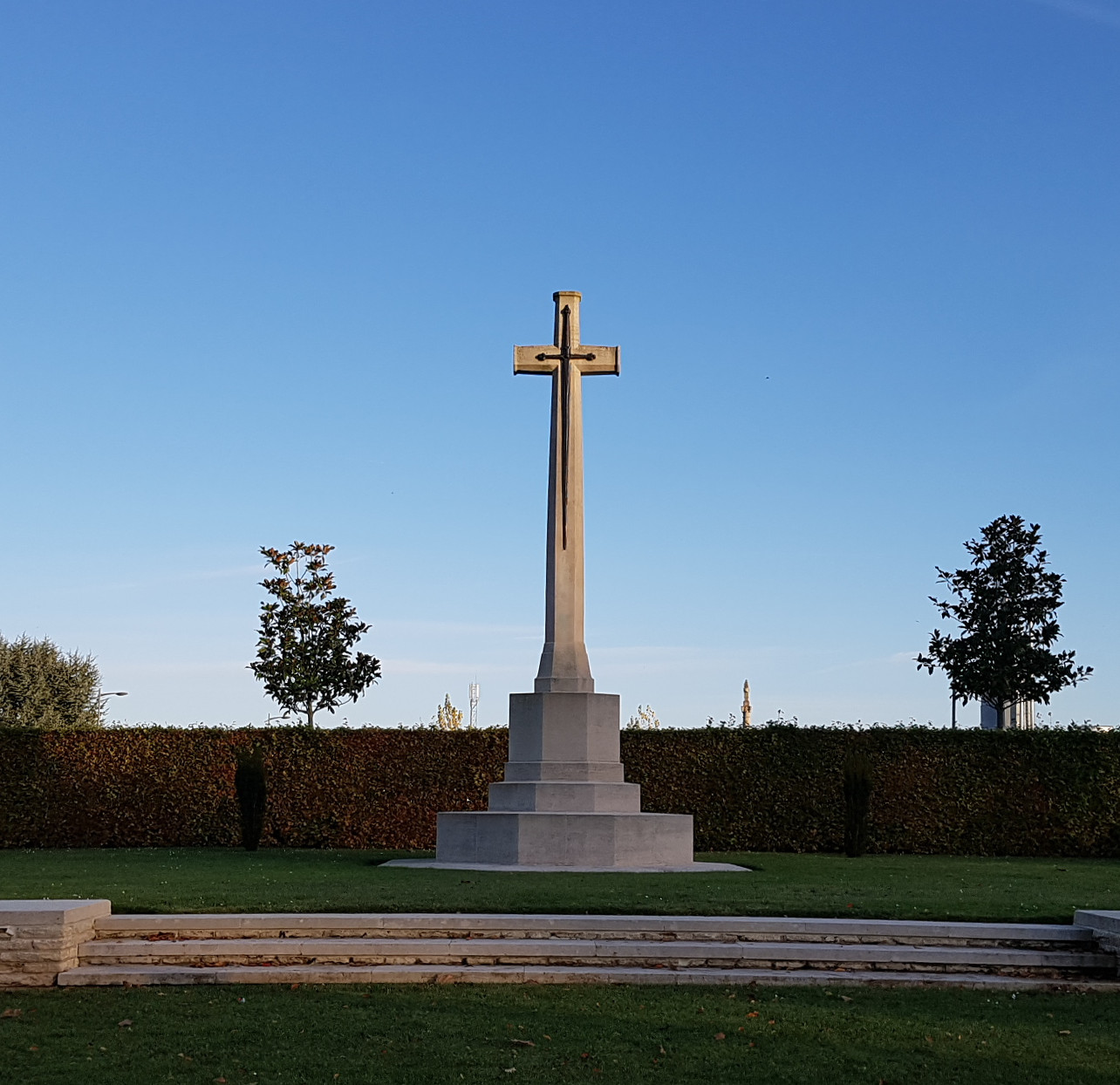
Douvres la Délivrande (Calvados)
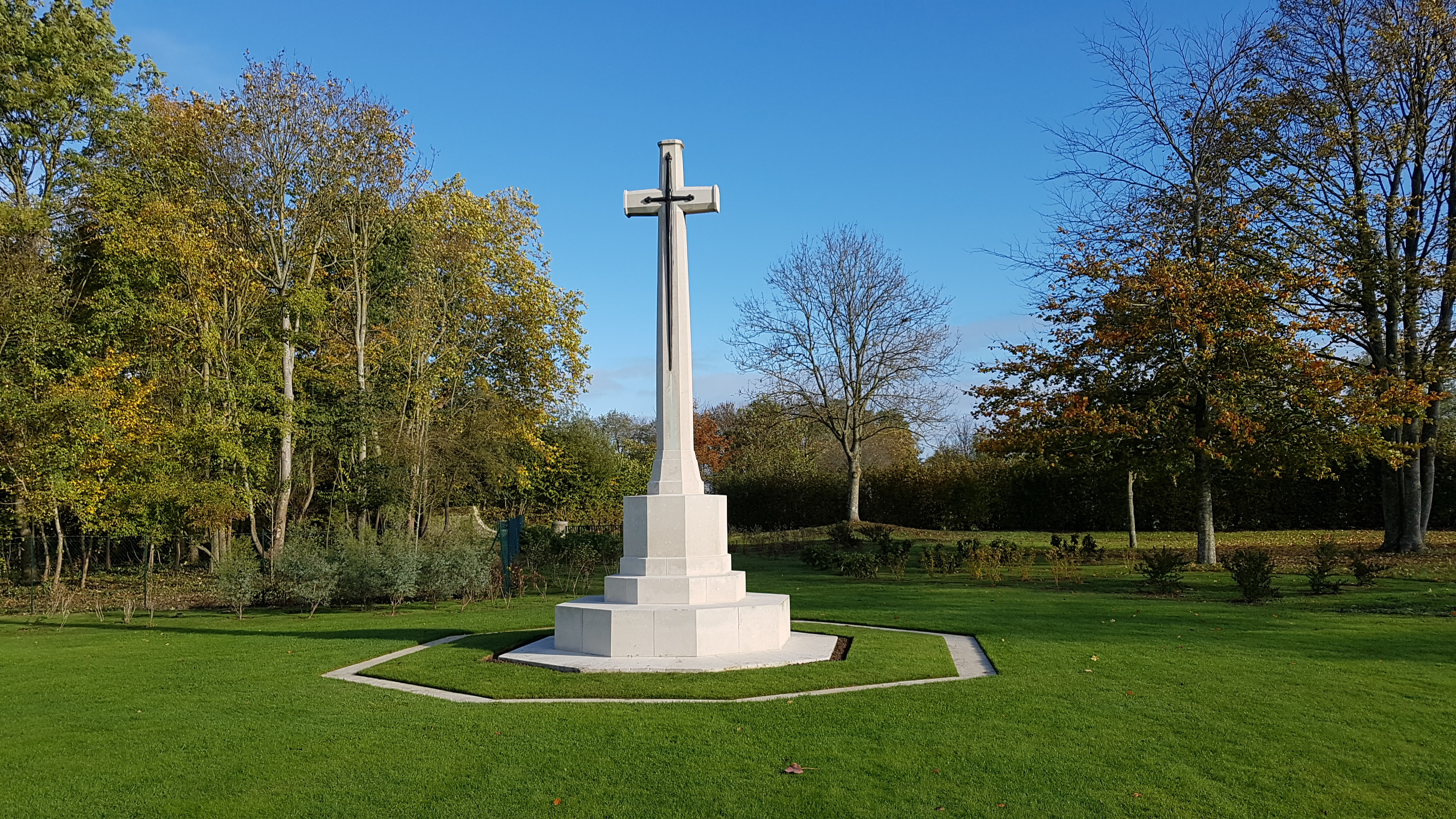
Hermanville-sur-Mer (Calvados)